# Pierre d'Aubusson
‎
Pierre d'Aubusson, francoski vitez, * 1423, Le Monteil, Creuse, † 30. junij 1503, Rodos.
Med leti 1476 in 1503 je bil veliki mojster vitezov hospitalcev.